# یانه گوستافسون
یانه گوستافسون (انگلیسی: Janne Gustafsson; ۲ مهٔ ۱۸۸۳ – ۲۴ سپتامبر ۱۹۴۲) ورزشکار اهل سوئد بود.
وی در مسابقات کشوری و بین‌المللی در مجموع برندهٔ ۱ مدال نقره شده‌است.